# Бажура (Ботошани)
Бажура (рум. Bajura) насеље је у Румунији у округу Ботошани у општини Дарабани. Oпштина се налази на надморској висини од 197 m.

## Становништво
Према подацима из 2002. године у насељу је живело 1874 становника, од којих су сви румунске националности.